# Daniel Laszkiewicz
Daniel Laszkiewicz (ur. 2 lutego 1976 w Dusznikach-Zdroju) – polski hokeista.
Jego brat Leszek także został hokeistą (w latach 2006-2013 wspólnie grali w Cracovii). Jego syn Oskar także rozpoczął uprawianie tej dyscypliny.

## Kariera
- SMS I Sosnowiec (1995-1996)
- KTH Krynica (1997-2002)
- Unia Oświęcim (2002-2004)
- TKH Toruń (2004-2006)
- Cracovia (2006-2014)

Absolwent NLO SMS PZHL Sosnowiec z 1996. Uczestniczył w turnieju hokejowym na Zimowej Uniwersjadzie 1997.
Od 2006 reprezentował barwy Cracovii Kraków (do 2011 i ponownie od września 2012 roku kapitan drużyny). W maju 2013 przedłużył kontrakt o rok. W czerwcu 2014 odszedł z klubu i ogłosił zakończenie kariery zawodniczej. 21 września 2014 odbył się pożegnalny mecz Daniela Laszkiewicza w formie pokazowej.
W trakcie kariery określany pseudonimem Dany.
Ukończył studia o charakterze trenerskim.

## Sukcesy
- Złoty medal mistrzostw Polski (7 razy): 2002, 2003, 2004 z Unią Oświęcim i 2008, 2009, 2011, 2013 z Cracovią
- Srebrny medal mistrzostw Polski (3 razy): 1999 z KTH Krynica oraz 2010, 2012 z Cracovią
- Brązowy medal mistrzostw Polski (2 raz): 2000 z KTH Krynica oraz 2007 z Cracovią
- Puchar Polski (3 razy): 2002 z Unią Oświęcim, 2005 z TH Toruń, 2013 z Cracovią

## Niedozwolony doping
W listopadzie 2005 został ukarany naganą za stosowanie niedozwolonego środka dopingującego (efedryna). 19 października 2011 Wydział Gier i Dyscypliny PZHL zdyskwalifikował go w recydywie na rok za stosowanie niedozwolonego środka dopingującego (metyloheksanamina). W grudniu 2011 w następstwie odwołania od decyzji WGiD PZHL kara rocznej dyskwalifikacji została zmniejszona do 9 miesięcy. Zawodnik złożył wniosek o kasację wyroku Komisji Odwoławczej PZHL. 23 stycznia 2012 Zarząd PZHL oddalił jego wniosek kasacyjny i utrzymał w mocy Orzeczenie Komisji Odwoławczej PZHL. W marcu 2012, po odbyciu połowy nałożonej kary, Laszkiewicz złożył do Komisji Odwoławczej wniosek o darowanie lub zawieszenie pozostałej do odbycia kary. Zawodnik mógł ponownie występować od początku sezonu 2012/2013.